# Human Hurricane
Human Hurricane es una recopilación de material de los años 70 de la banda estadounidense de doom metal Pentagram. Fue lanzado por Downtime Records en 1998. Una versión en vinilo, titulada If the Winds Would Change (que incluye los temas 2, 3, 4, 6, 8, 9, 10, 12, 15 y 17), fue publicada en 2011 por High Roller Records.

## Lista de canciones
| N.º | Título                      | Grabado en                              | Duración |  |
| 1.  | «Forever My Queen»          | Bias Studios, marzo de 1973             | 2:22     |  |
| 2.  | «The Bees»                  | The Warehouse, finales de 1973          | 2:31     |  |
| 3.  | «Out of Luck»               | The Warehouse, finales de 1973          | 3:50     |  |
| 4.  | «Goddess»                   | The Warehouse, finales de 1973          | 2:32     |  |
| 5.  | «Target»                    | The Warehouse, finales de 1973          | 7:37     |  |
| 6.  | «Devil Child»               | The Warehouse, finales de 1973          | 1:26     |  |
| 7.  | «Much Too Young to Know»    | Underground Sound, finales de 1976      | 4:37     |  |
| 8.  | «If the Winds Would Change» | The Warehouse, finales de 1973          | 3:27     |  |
| 9.  | «The Diver»                 | The Warehouse, finales de 1973          | 2:49     |  |
| 10. | «Rape»                      | The Warehouse, finales de 1973          | 5:11     |  |
| 11. | «Livin' in a Ram's Head»    | National Sound Warehouse, junio de 1974 | 2:15     |  |
| 12. | «Buzzsaw»                   | The Warehouse, finales de 1973          | 2:36     |  |
| 13. | «Starlady»                  | Underground Sound, finales de 1976      | 5:11     |  |
| 14. | «Show 'em How»              | The Warehouse, finales de 1973          | 10:00    |  |
| 15. | «Downhill Slope»            | The Warehouse, finales de 1973          | 4:18     |  |
| 16. | «Hurricane»                 | Bias Studios, junio de 1973             | 2:01     |  |
| 17. | «Burning Rays»              | The Warehouse, finales de 1973          | 2:49     |  |

## Miembros
- Bobby Liebling – voz
- Vince McAllister – guitarra
- Greg Mayne – bajo
- Geof O'Keefe – batería
- Randy Palmer – segunda guitarra en «Livin' in a Ram's Head»
- Marty Iverson – segunda guitarra en «Starlady» y «Much Too Young to Know»